# Сормвари
Сормва́ри (рос. Сормвары, чув. Сурăмварри) — присілок у складі Аліковського району Чувашії, Росія. Входить до складу Кримзарайкінського сільського поселення.
Населення — 173 особи (2010; 173 у 2002).
Національний склад:
- чуваші — 99 %